# Maoxu
Maoxu (kinesiska: 茆圩, 茆圩乡) är en socken i Kina. Den ligger i provinsen Jiangsu, i den östra delen av landet, omkring 250 kilometer norr om provinshuvudstaden Nanjing. Antalet invånare är 32914. Befolkningen består av 16 606 kvinnor och 16 308 män. Barn under 15 år utgör 21,0 %, vuxna 15-64 år 67 %, och äldre över 65 år 11,0 %.
Genomsnittlig årsnederbörd är 1 109 millimeter. Den regnigaste månaden är juli, med i genomsnitt 303 mm nederbörd, och den torraste är januari, med 13 mm nederbörd.